# Podogymnura aureospinula
Podogymnura aureospinula es un especie de mamífero de la familia Erinaceidae. 

## Distribución y hábitat
Es endémico de Dinagat y las cercanas islas de Bucas Grande y Siargao (Filipinas).